# Лее, Луи
Луи Лее (фр. Louis нем. Lee; 19 октября 1819, Гамбург — 26 августа 1896, Любек) — немецкий виолончелист и композитор. Брат виолончелиста Себастьяна Лее и пианиста Морица Лее (1821—1895).
Учился, как и брат, у Иоганна Николауса Прелля. Начал концертировать с двенадцатилетнего возраста, гастролировал в различных городах Германии (Кассель, Лейпциг, Франкфурт-на-Майне), провёл некоторое время в Париже. Играл в оркестре Гамбургского филармонического общества и в струнном квартете Карла Хафнера и сменившего его в 1861 г. Йона Бёйе. 16 ноября 1861 года участвовал в премьере Фортепианного квартета № 1 Иоганнеса Брамса, для которой к трём участникам квартета Бёйе (самому Бёйе, Лее и альтисту Ф. Брайтеру) присоединилась Клара Шуман.
Автор симфонических и камерных произведений, из которых наибольший успех имели симфоническая поэма «Жанна д’Арк» и фортепианный квартет фа минор. Преподавал в одной из консерваторий Гамбурга; среди его учеников Альберт Гова.